# Josef Altinger
Josef Altinger (* 3. Februar 1904 in Aham; † 12. September 1943) war ein vormaliger römisch-katholischer Priester und Nationalsozialist. Von 1935 an bis 1940 war er im Sicherheitsdienst des Reichsführers SS tätig.

## Leben
Nach seinem Abitur 1923 trat der Sohn eines Gastwirts in das Benediktinerkloster Metten ein und nahm den Ordensnamen Erminold an. Am 6. Januar 1926 legte er die zeitliche Profeß ab und wechselte am 6. Januar 1929 ins Kloster Niederaltaich. Parallel dazu studierte er von 1924 bis 1930 Theologie, Altphilologie, Geschichte, Pädagogik und Germanistik an der Universität München. Seine Priesterweihe erfolgte am 29. Juni 1929, nach schweren Problemen und Versetzungen verließ er 1935 das Kloster. Das Datum seines Eintritts in die NSDAP ist zwischen 1933 und 1937 nicht genau zu bestimmen, da nur die Mitgliedsnummer 3.611.329 bekannt ist, die aber „nicht grundsätzlich auf den Zeitpunkt des Eintritts rückschließen lässt“. Der SS trat Altinger 1935 bei, wurde am 25. März 1935 zum SS-Untersturmführer und am 9. November 1940 zum SS-Obersturmführer befördert.
Zum Sicherheitsdienst des Reichsführers SS kam Altinger im Mai 1935 auf Vermittlung seines ehemaligen Klassenkameraden Ernst Himmler, dem Bruder des Reichsführers SS Heinrich Himmler. Nach einer Ausbildung bei der SS-Verfügungstruppe war er ab 1936 im Amt II des SD-Hauptamtes „Inland“ innerhalb dessen Referats II/113 „Konfessionell-politische Strömungen“ als Sachbearbeiter für das „Ordenswesen“ zuständig. Dabei schlug er Reinhard Heydrich am 19. Mai 1936 vor, Sittlichkeitsprozesse gegen Geistliche publizistisch auszuschlachten und auf die Schließung „aller von klösterlichen Sittlichkeitsverbrechern geleiteten Heime hinzuwirken“. Altinger bemühte sich 1937, einen V-Mann in das „Commissariat der Fuldaer Bischofskonferenz“ einzuschleusen, und nutzte seine früheren Verbindungen zum Benediktinerorden, um aus diesem Bereich Informanten für den SD zu gewinnen. Von 1937 bis 1939 war Altinger dem SD-Oberabschnitt Nordost zugeteilt. Nachdem im Gefolge des Deutsch-Sowjetischen Grenz- und Freundschaftsvertrags vom 28. September 1939 deutschsprachige Minderheiten, die unter sowjetische Herrschaft geraten waren, nach Deutschland umgesiedelt werden sollten, war Altinger 1939/40 in einer „Umsiedlungskommission“ auf dem Gebiet der UdSSR tätig und verstarb den lückenhaften Akten zufolge am 12. September 1943 als Angehöriger der Wehrmacht „an Angina und Gesichtsrose“.